# La Foye-Monjault
La Foye-Monjault är en kommun i departementet Deux-Sèvres i regionen Nouvelle-Aquitaine i västra Frankrike. Kommunen ligger i kantonen Beauvoir-sur-Niort som tillhör arrondissementet Niort. År 2022 hade La Foye-Monjault 839 invånare.

## Befolkningsutveckling
Antalet invånare i kommunen La Foye-Monjault
| Referens: INSEE |